# Plavání na mistrovství Evropy v plaveckých sportech 1985
Závody v plavání na mistrovství Evropy v plaveckých sportech za rok 1985 proběhly v Sofii, Bulharsko ve dnech 4. až 11. srpna 1985.

## Výsledky

### Individuální disciplíny
| Muži                 | Zlato                     | Zlato    | Stříbro                     | Stříbro  | Bronz                        | Bronz    |
| -------------------- | ------------------------- | -------- | --------------------------- | -------- | ---------------------------- | -------- |
| 100 m volný způsob   | Stéphan Caron (FRA)       | 50,20    | Jörg Woithe (GDR)           | 50,38    | Stéfan Voléry (SUI)          | 50,70    |
| 200 m volný způsob   | Michael Gross (FRG)       | 1:47,95  | Sven Lodziewski (GDR)       | 1:49,99  | Tommy Werner (SWE)           | 1:50,04  |
| 400 m volný způsob   | Uwe Dassler (GDR)         | 3:51,52  | Sven Lodziewski (GDR)       | 3:51,54  | Rainer Henkel (FRG)          | 3:51,79  |
| 1500 m volný způsob  | Uwe Dassler (GDR)         | 15:08,56 | Rainer Henkel (FRG)         | 15:10,34 | Stefan Pfeiffer (FRG)        | 15:20,67 |
| 100 m znak           | Igor Poljanskij (URS)     | 55,24    | Dirk Richter (GDR)          | 56,02    | Sergej Zabolotnov (URS)      | 56,88    |
| 200 m znak           | Igor Poljanskij (URS)     | 1:58,50  | Sergej Zabolotnov (URS)     | 2:01,88  | Frank Baltrusch (GDR)        | 2:02,57  |
| 100 m motýlek        | Michael Gross (FRG)       | 54,02    | Andrew Jameson (GBR)        | 54,30    | Marcel Géry (TCH)            | 54,86    |
| 200 m motýlek        | Michael Gross (FRG)       | 1:56,65  | Benny Nielsen (DEN)         | 1:58,80  | Frank Drost (NED)            | 2:00,16  |
| 100 m prsa           | Adrian Moorhouse (GBR)    | 1:02,99  | Rolf Beab (FRG)             | 1:03,38  | Dmitrij Volkov (URS)         | 1:03,59  |
| 200 m prsa           | Dmitrij Volkov (URS)      | 2:19,53  | Alexandre Yokochi (POR)     | 2:19,63  | Étienne Dagon (SUI)          | 2:19,69  |
| 200 m polohový závod | Tamás Darnyi (HUN)        | 2:03,23  | Josef Hladký (TCH)          | 2:04,13  | Peter Bermel (FRG)           | 2:04,47  |
| 400 m polohový závod | Tamás Darnyi (HUN)        | 4:20,70  | Vadym Jaroščuk (URS)        | 4:21,54  | Raik Hannemann (GDR)         | 4:26,33  |
| Ženy                 | Zlato                     | Zlato    | Stříbro                     | Stříbro  | Bronz                        | Bronz    |
| 100 m volný způsob   | Heike Friedrichová (GDR)  | 55,71    | Manuela Stellmachová (GDR)  | 55,77    | Cornelia van Bentumová (NED) | 56,33    |
| 200 m volný způsob   | Heike Friedrichová (GDR)  | 1:59,55  | Manuela Stellmachová (GDR)  | 1:59,88  | Vanja Argirovová (BUL)       | 2:02,62  |
| 400 m volný způsob   | Astrid Straußová (GDR)    | 4:09,22  | Anke Möhringová (GDR)       | 4:10,55  | Jelena Děnděberovová (URS)   | 4:14,44  |
| 800 m volný způsob   | Astrid Straußová (GDR)    | 8:32,45  | Sarah Hardcastleová (GBR)   | 8:32,57  | Anke Möhringová (GDR)        | 8:40,82  |
| 100 m znak           | Birte Weigangová (GDR)    | 1:02,16  | Kathrin Zimmermannová (GDR) | 1:02,60  | Natalija Šibajevová (URS)    | 1:03,12  |
| 200 m znak           | Cornelia Sirchová (GDR)   | 2:10,89  | Kathrin Zimmermannová (GDR) | 2:12,43  | Jolanda de Roverová (NED)    | 2:15,06  |
| 100 m motýlek        | Kornelia Greßlerová (GDR) | 59,46    | Birte Weigangová (GDR)      | 1:00,45  | Taťjana Kurnikovová (URS)    | 1:01,73  |
| 200 m motýlek        | Jacqueline Alexová (GDR)  | 2:11,78  | Kornelia Greßlerová (GDR)   | 2:11,87  | Petra Zindlerová (FRG)       | 2:14,62  |
| 100 m prsa           | Sylvia Geraschová (GDR)   | 1:08,62  | Silke Hörnerová (GDR)       | 1:08,95  | Tanja Bogomilovová (BUL)     | 1:09,46  |
| 200 m prsa           | Tanja Bogomilovová (BUL)  | 2:28,57  | Sylvia Geraschová (GDR)     | 2:29,02  | Silke Hörnerová (GDR)        | 2:29,82  |
| 200 m polohový závod | Kathleen Nordová (GDR)    | 2:16,07  | Sonja Blagovová (BUL)       | 2:17,35  | Susanne Börnikeová (GDR)     | 2:17,96  |
| 400 m polohový závod | Kathleen Nordová (GDR)    | 4:47,08  | Cornelia Sirchová (GDR)     | 4:48,73  | Sonja Blagovová (BUL)        | 4:50,69  |

### Štafety
| Muži                   | Zlato | Zlato   | Stříbro | Stříbro | Bronz | Bronz   |
| ---------------------- | --- | ------- | --- | ------- | --- | ------- |
| 4×100 m volný způsob   | Západní Německo (FRG) (Alexander Schowtka, Michael Gross, André Schadt, Thomas Fahrner, (r)Stephan Güsgen)                                          | 3:22,18 | Východní Německo (GDR) (Dirk Richter, Sven Lodziewski, Lars Hinneburg, Jörg Woithe, (r)René Wanzlik, (r)Steffen Zesner)                           | 3:22,32 | Švédsko (SWE) (Tommy Werner, Michael Söderlund, Bengt Baron, Per Johansson, (r)Thomas Lejdström, (r)Rikard Milton)                     | 3:22,41 |
| 4×200 m volný způsob   | Západní Německo (FRG) (Alexander Schowtka, Thomas Fahrner, Dirk Korthals, Michael Gross)                                                            | 7:19,23 | Švédsko (SWE) (Anders Holmertz, Per Johansson, Michael Söderlund, Tommy Werner)                                                                   | 7:25,69 | Nizozemsko (NED) (Edsard Schlingemann, Hans Kroes, Patrick Dybiona, Frank Drost)                                                       | 7:32,82 |
| 4×100 m polohový závod | Západní Německo (FRG) (Thomas Lebherz, Rolf Beab, Michael Gross, Alexander Schowtka, (r)Thomas Fahrner)                                             | 3:43,59 | Východní Německo (GDR) (Dirk Richter, Ingo Grzywotz, Thomas Dreßler, Jörg Woithe)                                                                 | 3:45,35 | Itálie (ITA) (Mauro Marini, Gianni Minervini, Fabrizio Rampazzo, Andrea Ceccarini)                                                     | 3:46,09 |
| Ženy                   | Zlato | Zlato   | Stříbro | Stříbro | Bronz | Bronz   |
| 4×100 m volný způsob   | Východní Německo (GDR) (Kerstin Kielgaßová, Karen Königová, Heike Friedrichová, Manuela Stellmachová, (r)Cornelia Sirchová, (r)Nadja Bergknechtová) | 3:44,48 | Západní Německo (FRG) (Iris Zscherpeová, Susanne Schusterová, Christiane Pielkeová, Karin Seicková)                                               | 3:47,38 | Nizozemsko (NED) (Cornelia van Bentumová, Illse Oegemaová, Karin Brienesseová, Annemarie Verstappenová)                                | 3:48,59 |
| 4×200 m volný způsob   | Východní Německo (GDR) (Astrid Straußová, Karen Königová, Manuela Stellmachová, Heike Friedrichová, (r)Anke Möhringová, (r)Kerstin Kielgaßová)      | 8:03,82 | Nizozemsko (NED) (Jolande van der Meerová, Illse Oegemaová, Mildred Muisová, Cornelia van Bentumová)                                              | 8:15,14 | Švédsko (SWE) (Suzanne Nilssonová, Maria Kardumová, Agneta Erikssonová, Eva Nybergová, (r)Christina Erlénová, (r)Susanne Dahlströmová) | 8:15,15 |
| 4×100 m polohový závod | Východní Německo (GDR) (Birte Weigangová, Sylvia Geraschová, Kornelia Greßlerová, Heike Friedrichová)                                               | 4:06,93 | Sovětský svaz (URS) (Natalija Šibajevová, Svetlana Kuzminová, Taťjana Kurnikovová, Jelena Děnděberovová, (r)Olena Osadčuková, (r)Inna Tyščenková) | 4:11,32 | Bulharská lidová republika (BUL) (Bistra Gospodinovová, Tanja Bogomilovová, Radosveta Pironkovová, Vanja Argirovová)                   | 4:11,92 |

## Medailová bilance
V plavání se rozdělilo celkem 30 sad medailí.
| Pořadí | Stát                             |       | Muži    | Muži  | Muži  |         | Ženy  | Ženy  | Ženy    |       | Muži + Ženy | Muži + Ženy | Muži + Ženy | Celkem |
| Pořadí | Stát                             | Zlato | Stříbro | Bronz | Zlato | Stříbro | Bronz | Zlato | Stříbro | Bronz |             |             |             | Celkem |
| ------ | -------------------------------- | ----- | ------- | ----- | ----- | ------- | ----- | ----- | ------- | ----- | ----------- | ----------- | ----------- | ------ |
| 1.     | Východní Německo (GDR)           |       | 2       | 6     | 2     |         | 14    | 10    | 3       |       | 16          | 16          | 5           | 37     |
| 2.     | Západní Německo (FRG)            |       | 6       | 2     | 3     |         | 0     | 1     | 1       |       | 6           | 3           | 4           | 13     |
| 3.     | Sovětský svaz (URS)              |       | 3       | 2     | 2     |         | 0     | 1     | 3       |       | 3           | 3           | 5           | 11     |
| 4.     | Maďarská lidová republika (HUN)  |       | 2       | 0     | 0     |         | 0     | 0     | 0       |       | 2           | 0           | 0           | 2      |
| 5.     | Spojené království (GBR)         |       | 1       | 1     | 0     |         | 0     | 1     | 0       |       | 1           | 2           | 0           | 3      |
| 6.     | Bulharská lidová republika (BUL) |       | 0       | 0     | 0     |         | 1     | 1     | 4       |       | 1           | 1           | 4           | 6      |
| 7.     | Francie (FRA)                    |       | 1       | 0     | 0     |         | 0     | 0     | 0       |       | 1           | 0           | 0           | 1      |
| 8.     | Nizozemsko (NED)                 |       | 0       | 0     | 2     |         | 0     | 1     | 3       |       | 0           | 1           | 5           | 6      |
| 9.     | Švédsko (SWE)                    |       | 0       | 1     | 2     |         | 0     | 0     | 1       |       | 0           | 1           | 3           | 4      |
| 10.    | Československo (TCH)             |       | 0       | 1     | 1     |         | 0     | 0     | 0       |       | 0           | 1           | 1           | 2      |
| 11.    | Dánsko (DEN)                     |       | 0       | 1     | 0     |         | 0     | 0     | 0       |       | 0           | 1           | 0           | 1      |
| 11.    | Portugalsko (POR)                |       | 0       | 1     | 0     |         | 0     | 0     | 0       |       | 0           | 1           | 0           | 1      |
| 13.    | Švýcarsko (SUI)                  |       | 0       | 0     | 2     |         | 0     | 0     | 0       |       | 0           | 0           | 2           | 2      |
| 14.    | Itálie (ITA)                     |       | 0       | 0     | 1     |         | 0     | 0     | 0       |       | 0           | 0           | 1           | 1      |
| Celkem | Celkem                           |       | 15      | 15    | 15    |         | 15    | 15    | 15      |       | 30          | 30          | 30          | 90     |